# Столиця Євген Іванович
Столиця Євген Іванович (8 (20) січня 1870  — 26 серпня 1929 (59 років) або 26 вересня 1929 (59 років) ) — український художник, академік. Найкращі його полотна зберігаються в Державній Третьяковській галереї у Москві, в багатьох містах Росії, а також за кордоном.

## Біографія

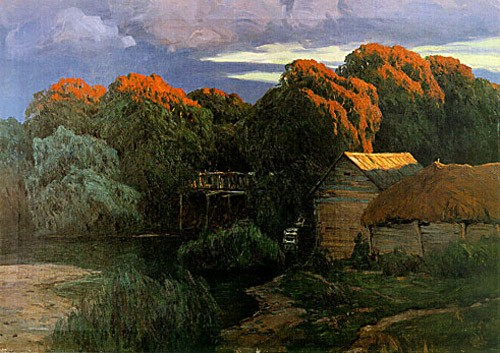
Столиця Євген Іванович. «Млин при заході сонця», 1906 рік.

Євген Іванович Столиця народився в 1870 р. в с. Будеї Балтського повіту (на цей час Кодимський район на Одещині) в сім'ї лісника. З дитинства був глухим, але це не завадило йому закінчити Одеське реальне училище Святого Павла у 1888 році, а потім у Петербурзьку Академію художеств. Закінчив її в 1894 р., отримавши в період навчання три срібних медалі.
В 1898 р. разом з професором А. І. Куїнджі здійснив першу подорож за кордон. В 1891 р. — вперше виставив свої картини. З 1892 р. — щорічно бував на виставках і до 1917 р. був членом журі на них.
Його картини призначались для розповсюдження до провінціальних музеїв: в Казанській Художній школі знаходяться з 1896 р. десять картин, в Нижньому Новгороді — картина «В непогоду», у Пензі — картина «В липовій алеї», у Петербурзі в Центральному Військово-морському музеї знаходяться дев'ять картин, виконані в 1904 р. в Порт-Артурі в період російсько-японської війни.
Крім картин, що знаходяться в російських музеях, картини Євгена Столиці є і в інших країнах: в Римі (Італія) — картина «Зима прийшла»; в Бухаресті (Румунія) — картина «Відлига»; в Берліні (Німеччина) — картина «Криголам Єрмак в полярних льодах». У Відні у приватного колекціонера знаходиться картина «Зимній обід», яка отримала золоту медаль на Міжнародній виставці в Мюнхені у 1905 р.
Один рік Столиця працював у Англії, звідки разом з адміралом Макаровим побував в експедиції на о. Шпіцберген. Тоді була написана серія полярних картин та етюдів. У 1909 р. Євгену Столиці було присвоєно звання академіка живопису.
У період з 1905 по 1909 р. — отримав п'ять головних премій, в тому числі першу премію в тисячу рублів.
Революція застала художника в Ананьєві, де він перебував до 1922 р. Тут за підтримку народних шкіл він отримав золотий нагрудний знак.
З 1922 по 1924 р. Євген Столиця працював в Троїце-Сергієвій Лаврі. В травні 1924 р. взяв участь у двох виставках, на яких виставив до ста своїх робіт. Восени 1925 р. були створені картини «Дом в Горках», «Дом Союзов». Крім виставок в м. Сергієві художник взяв участь у 8-й та 9-й виставках у Москві, а також в Ленінградській Академії мистецтв в 1926 р.
Майже повна глухість назавжди лишила його можливості де-небудь служити або займатися педагогічною діяльністю і це завжди жорстоко відбивалось на матеріальному становищі сім'ї художника. В 1927 р., будучи інвалідом II групи, Столиця отримав персональну пенсію від Наркомсобезу в розмірі 100 рублів в місяць. Незважаючи на слабке здоров'я (хвороба серця), взимку і влітку Столиця продовжував збирати матеріали для своїх нових картин. В останні роки свого життя Євген Іванович Столиця брав участь у виставках об'єднання художників імені Рєпіна.
Помер художник у 1929 році у Москві. Похований на Новодівичому цвинтарі.

## Творчість

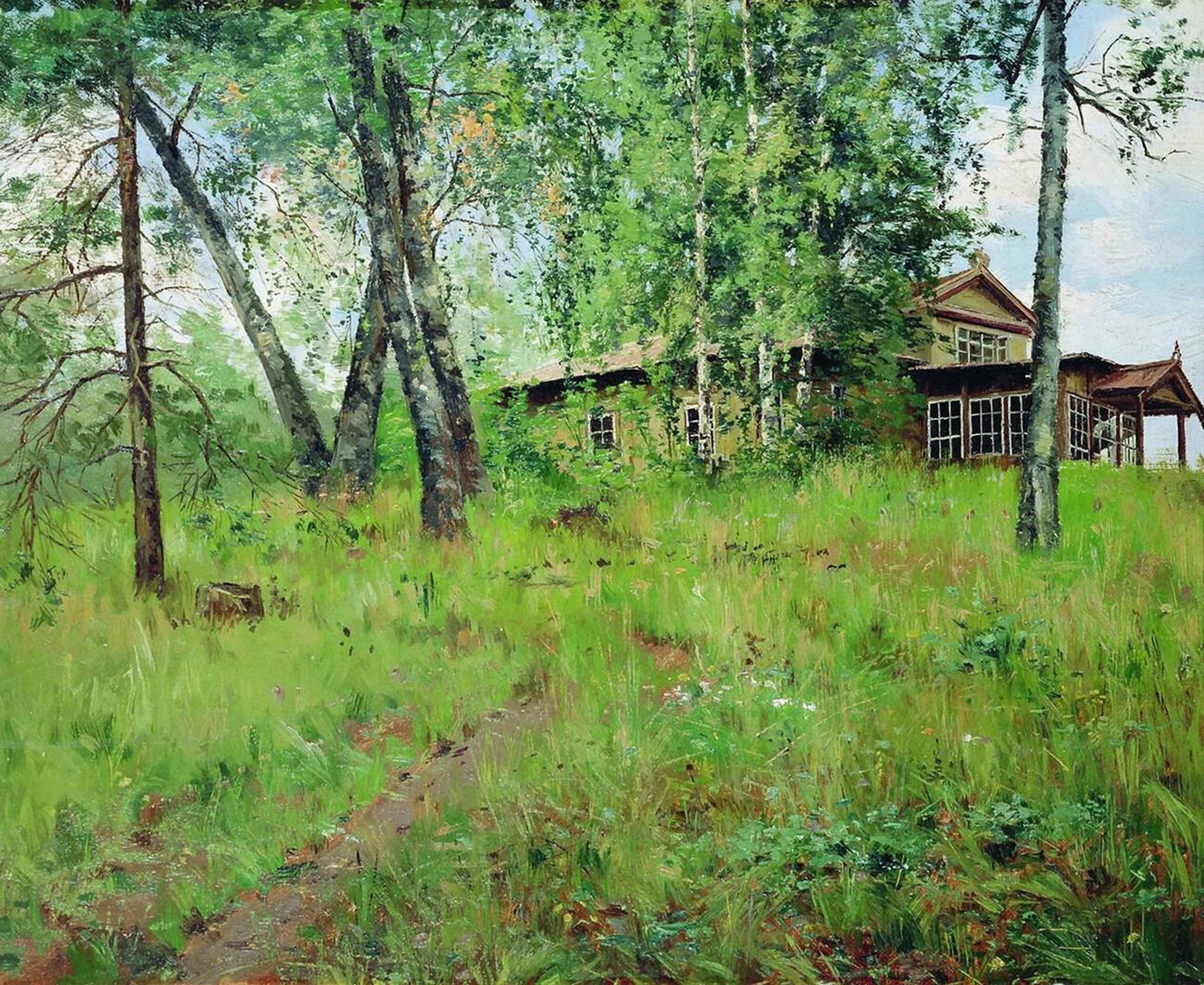
Столиця Є. І. «Академічна дача». 1895 р., Третьяковська галерея.

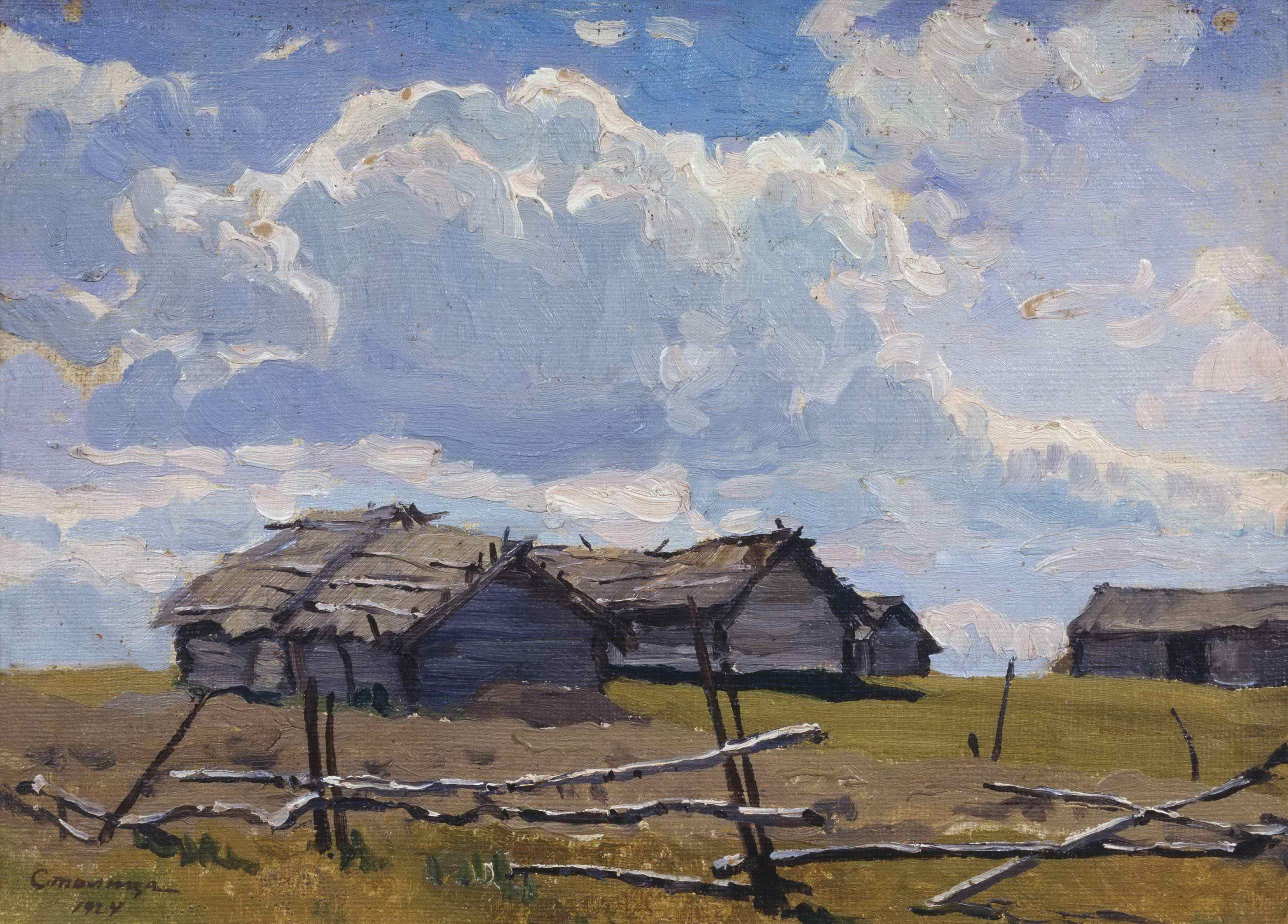
Столиця Є. І. «Літо, полудень». 1924 р., Меморіальний музей-садиба художника М. Ярошенка

За 37 років художньої діяльності було написано більше, ніж п'ять тисяч етюдів та картин. Серед найвідомішийх:
- «Прилетіли лелеки»
- «Академічна дача»
- «Волошки (картина)»
- «Весняні квіти (картина)»
- "В каюті броненосця «Петропавловськ»
- «В червні»
- «Ворота церковної огорожі»
- «Село Гретня»
- «Хати на узліссі»
- «Будиночок рибалки»
- «Млин при заході сонця»
- «Зимовий ліс»
- «Зимовий етюд»
- «Зимова місячна ніч»
- «Зимою в селі»
- "Крейсер «Новік»
- «Лід зійшов»
- «Літо, полудень»
- «Літо в Херсонській губернії»
- «Повінь. Лужники»
- «На городі»
- «Небо хмуриться»
- «Околиця (картина)»
- «Пастушок на хуторі»
- «Пейзаж з фортечним муром»
- «Пейзаж з хатою»
- «Село горить»
- «Натюрморт з хризантемами»
- «Діти (картина)»
- «Зима. Закинута альтанка»
- «Багаття»
- «На березі»
- «Осінь (картина)»
- «Стрімчак Електричний»

## Пам'ять
У селі Будеї вчитель В. Д. Вербицький облаштував при школі в одній з кімнат художню галерею з більш як двадцятьма роботами Столиці.
Центральне місце в експозиції художніх робіт Ананьївського історико-художнього музею займають 7 картин академіка Є. І. Столиці.